# AISoy1

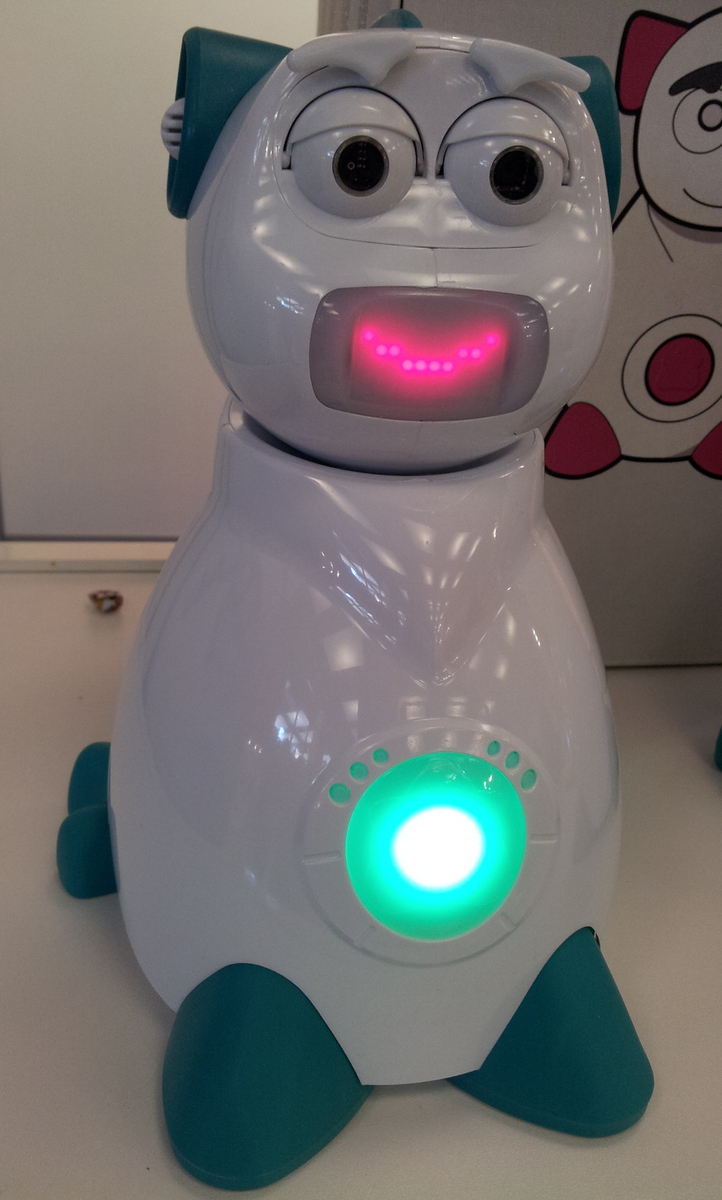
Un robot AISoy1

AISoy1 (v5 en 2019) est un robot social programmable créé par l'entreprise espagnole AISoy Robotics. Il possède des fonctions cognitives et émotionnelles. Il utilise l'intelligence artificielle.

## Caractéristiques techniques
Sa plate-forme logicielle lui permet d'apprendre en interprétant les informations apportées par son réseau de capteurs. Il prend des décisions en suivant des critères logiques et affectifs. À l'inverse d'autres robots plus anciens, AISoy1 n'a pas uniquement une collection unique de réponses programmées. Son comportement est dynamique et répond à de l'imprévisible. Le système de dialogue et le système de reconnaissance avancée lui permettre d'interagir avec des humains ou d'autres robots.

Le robot est basé sur le système d’exploitation Linux. Il est équipé d'un processeur Texas Instruments OMAP 3503 (ARM Cortex A8) à 600MHz. Il possède 1 GB de NAND FLASH et 256 MB de mémoire DDR SDRAM. La mémoire peut être augmentée grâce à un emplacement pour carte microSD.
AISoy1 est équipé de capteurs de température, d'orientation 3D, de luminosité, de sensibilité et de force. Il possède un module de communication radio et une caméra intégrée de 3Mpx pour reconnaître visuellement les utilisateurs.

Son alimentation électrique est assurée par un transformateur 12 V / 5 A et une batterie rechargeable.

## Poids et dimensions
- Hauteur: 223 mm
- Largeur: 163 mm
- Profondeur: 165 mm
- Poids: 1 kg env

## Interaction humaine

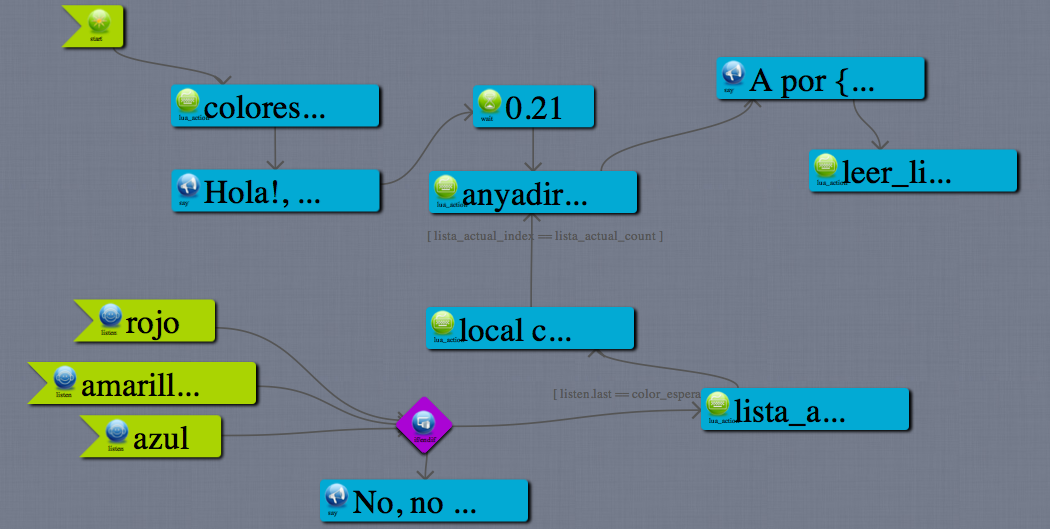
Interface de programmation graphique DIA

Le robot AISoy1 développe une personnalité unique en fonction de ses expériences passées avec l'utilisateur. Au contact de ce dernier, il améliore sa capacité de parole et la précision de ses sentiments. Ils peuvent exprimer jusqu'à 14 états émotionnels différents.
AISoy1 est dirigé par des commandes vocales. Par exemple, il peut lancer des jeux, jouer de la musique ou enregistrer des informations. Les utilisateurs  peuvent étendre les fonctionnalités de AISoy1 à travers la plate-forme de DIA. Elle permet la création rapide de programmes au moyen d’un outil graphique. Les utilisateurs plus avancés peuvent intégrer du hardware et développer des programmes complexes avec le SDK de AISoy. La programmation est possible dans des langages tel que Scratch, Blockly et Python.